# Conus legatus
Conus legatus е вид охлюв от семейство Conidae. Видът не е застрашен от изчезване.

## Разпространение и местообитание
Разпространен е в Австралия (Западна Австралия и Куинсланд), Американска Самоа, Бруней, Вануату, Виетнам, Гуам, Източен Тимор, Индонезия, Камбоджа, Кения, Кирибати, Китай (Гуандун, Гуанси, Джъдзян, Дзянсу, Фудзиен и Хайнан), Коморски острови, Мавриций, Мадагаскар, Майот, Малайзия, Малки далечни острови на САЩ (Остров Бейкър, Уейк и Хауленд), Маршалови острови, Микронезия, Мозамбик, Науру, Ниуе, Нова Каледония, Острови Кук, Палау, Папуа Нова Гвинея, Провинции в КНР, Реюнион, Самоа, Северни Мариански острови, Сейшели, Сингапур, Соломонови острови, Сомалия, Тайван, Тайланд, Танзания, Токелау, Тонга, Тувалу, Уолис и Футуна, Фиджи, Филипини, Френска Полинезия, Южна Африка (Квазулу-Натал) и Япония (Кюшу).
Обитава крайбрежията и пясъчните дъна на океани, морета, лагуни и рифове.